# Joan Ramis i Ramis
Pour les articles homonymes, voir Ramis.
Joan Ramis i Ramis, né le 27 avril 1746 à Port Mahon (Minorque) et mort le 12 février 1819 dans la même ville, est un avocat, écrivain et historien espagnol.

## Œuvres
- Lucrècia (1769)
- Arminda (1775)
- Constància (1779)
- Rosaura (1783)
- Tirsis i Filis. Ègloga per un maonès (1783)
- Resumen topográfico e histórico de Menorca (1784)
- Ensayo Latino-Menorquín de los tres reynos vegetal, animal y mineral (1788)
- Pesos y Medidas de Menorca y su correspondencia con los de Castilla
- Poesies burlesques i amoroses (1809)
- Els temps i paratges de Menorca en què és més gustós i saludable el Peix (1811)
- Alquerías de Menorca (1815)
- Situación de la Isla de Menorca (1816)
- Varones Ilustres de Menorca (1817)
- Antigüedades célticas de Menorca (1818)
- Alonsíada (1818)
- Historia civil y política de Menorca (1819)